# Centella lanata
Centella lanata är en flockblommig växtart som beskrevs av Robert Harold Compton. Centella lanata ingår i släktet centellor, och familjen flockblommiga växter. Inga underarter finns listade i Catalogue of Life.